# Жукей (озеро)
Жукей (Жокей; каз. Жөкей) — солёное озеро в Акмолинской области, в бассейне Иртыша, у подножия горы Беркуты (Буркитты). Площадь 19,26 км², длина 5,5 км, ширина 4,6 км, глубина 1,5—1,8 м. Западный и южный берега обрывистые, остальные — равнинные, плоские. Через озеро протекает река Сарымсакты. В многоводные годы сливается с озером Катарколь. Пойма используется как сенокосы.
На берегу озера расположены сёла Жукей, Карловка и Кызылуюм. У озера есть курортный потенциал.